# 간다 유메미
간다 유메미(일본어: 神田 夢実, 1994년 9월 14일 ~ )는 일본의 축구 선수로 현재 홍콩 프리미어리그의 홍콩 레인저스에서 미드필더로 뛰고 있다.

## 구단 경력
그는 2013년부터 2022년까지 J리그의 홋카이도 콘사돌레 삿포로, SC 사가미하라, 에히메 FC, YSCC 요코하마에서 활동하였다.

## 수상

### 클럽
콘사돌레 삿포로
- J2리그 : 우승 (2016)